# Sympistis funebris
Sympistis funebris là một loài bướm đêm thuộc họ Noctuidae. Nó được tìm thấy ở Fennoscandia, Anpơ, miền bắc Nga qua Xibia tới Nhật Bản. Nó cũng được tìm thấy ở phần phía bắc của Bắc Mỹ.
Sải cánh dài 25–27 mm.
Ấu trùng ăn các loài Betula nana và Vaccinium, bao gồm Vaccinium uliginosum.

## Phụ loài

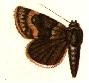
Sympistis funesta cocklei

- Sympistis funebris funebris
- Sympistis funesta cocklei